# Euphrasie Sambou
Pour les articles homonymes, voir Sambou.
Euphrasie Sambou est une lutteuse sénégalaise. 

## Carrière
Elle est médaillée d'argent dans la catégorie des moins de 75 kg aux championnats d'Afrique 2001. Dans la catégorie des moins de 72 kg, elle est médaillée de bronze aux championnats d'Afrique 2002 et médaillée d'argent aux championnats d'Afrique 2005. Elle concourt ensuite dans la catégorie des moins de 67 kg, obtenant la médaille d'argent aux championnats d'Afrique 2007 et la médaille de bronze aux Jeux africains de 2007 ainsi qu'aux championnats d'Afrique 2009.